# Kohleria hondensis
Kohleria hondensis là một loài thực vật có hoa trong họ Tai voi. Loài này được (Kunth) Hanst. mô tả khoa học đầu tiên năm 1865.